# Зичи, Карой III
Карл (Карой) Йозеф Франц Ксавьер Казимир Йоганн Непомук Зичи (венг. Károly Joseph Franz Xaver Kasimir Johann Nepomuk Zichy ; 4 марта 1753, Пресбург — 28 сентября 1826, Вена ) — венгерский граф, политический и государственный деятель, юрист, председатель Верховного суда Венгерского королевства, военный министр Австрийской империи, министр внутренних дел, переводчик.

## Биография

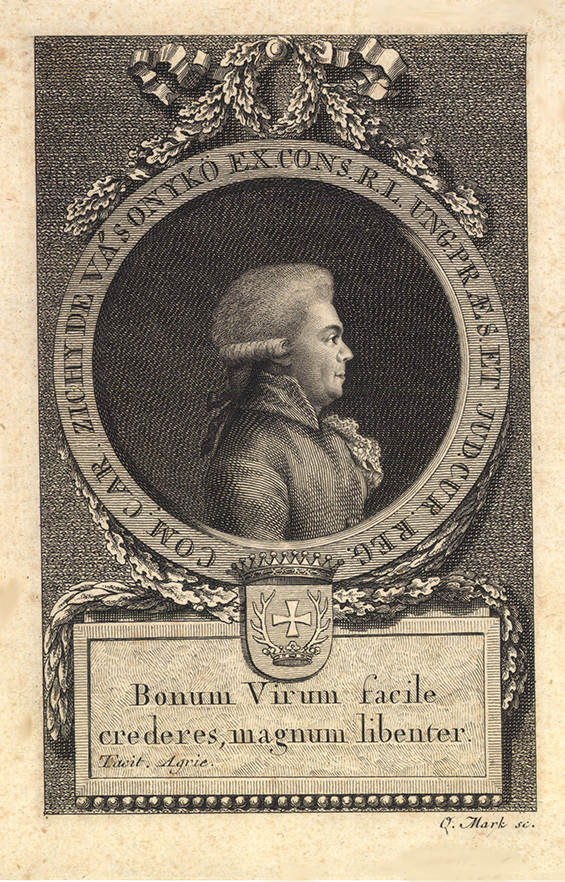
Карой Зичи

Родовой герб

Представитель венгерского дворянского рода Зичи. В 1759-1771 годах обучался в Терезианской академии в Вене.
Поступил на австрийской государственную службу и стал камергером. В 1782 году император Священной Римской империи Иосиф II назначил его лордом-лейтенантом, руководителем венгерского графства Бекеш. 
В 1788 году стал судьей и председателем земской управы. В 1790 году был сторонником парламентской конституции, в 1792 году получил большой крест Королевского ордена Святого Стефана Венгерского, а позже также получил Орден Золотого руна (1808).
В 1808 году занял пост военного министра , а с 1813 по 1814 год  - министра внутренних дел Австрийской империи. В 1821 году, после полувековой верной службы императорскому двору, получил прямо из рук императора большой крест ордена Святого Стефана в бриллиантах.
Переводчик, перевёл произведения Рене Рапена на немецкий язык. 
Был одним из главных сотрудников Меттерниха в период Реставрации в Австрии , обеспечивал правовую реформу страны.